# Kanton Saint-Romain-de-Colbosc
Der Kanton Saint-Romain-de-Colbosc ist seit 1790 ein französischer Wahlkreis im Arrondissement Le Havre im Département Seine-Maritime in der Region Normandie; sein Hauptort ist Saint-Romain-de-Colbosc. Der Kanton ist 315,43 km² groß und hat (2022) 34.510 Einwohner, was einer Bevölkerungsdichte von 109 Einwohnern pro km² entspricht. 

## Partnerschaften
Der Kanton Saint-Romain-de-Colbosc ist mit der niedersächsischen Gemeinde Adendorf verpartnert.

## Gemeinden
Der Kanton besteht aus 38 Gemeinden mit insgesamt 34.510 Einwohnern (Stand: 1. Januar 2022) auf einer Gesamtfläche von 315,43 km²:
| Gemeinde                       | Einwohner 1. Januar 2022 | Fläche km² | Dichte Einw./km² | Code INSEE | Postleitzahl |
| ------------------------------ | ------------------------ | ---------- | ---------------- | ---------- | ------------ |
| Angerville-Bailleul            | 184                      | 4,59       | 40               | 76012      | 76110        |
| Annouville-Vilmesnil           | 449                      | 5,82       | 77               | 76021      | 76110        |
| Auberville-la-Renault          | 451                      | 4,96       | 91               | 76033      | 76110        |
| Bec-de-Mortagne                | 676                      | 11,94      | 57               | 76068      | 76110        |
| Bénarville                     | 262                      | 4,36       | 60               | 76076      | 76110        |
| Bornambusc                     | 243                      | 4,11       | 59               | 76118      | 76110        |
| Bréauté                        | 1.363                    | 13,91      | 98               | 76141      | 76110        |
| Bretteville-du-Grand-Caux      | 1.373                    | 11,41      | 120              | 76143      | 76110        |
| Daubeuf-Serville               | 396                      | 7,75       | 51               | 76213      | 76110        |
| Écrainville                    | 985                      | 12,82      | 77               | 76224      | 76110        |
| Épretot                        | 783                      | 6,84       | 114              | 76239      | 76430        |
| Étainhus                       | 1.209                    | 8,22       | 147              | 76250      | 76430        |
| Goderville                     | 2.829                    | 7,98       | 355              | 76302      | 76110        |
| Gommerville                    | 740                      | 7,39       | 100              | 76303      | 76430        |
| Gonfreville-Caillot            | 397                      | 4,22       | 94               | 76304      | 76110        |
| Graimbouville                  | 608                      | 6,40       | 95               | 76314      | 76430        |
| Grainville-Ymauville           | 423                      | 6,29       | 67               | 76317      | 76110        |
| Houquetot                      | 341                      | 4,09       | 83               | 76368      | 76110        |
| La Cerlangue                   | 1.297                    | 27,93      | 46               | 76169      | 76430        |
| La Remuée                      | 1.280                    | 7,03       | 182              | 76522      | 76430        |
| Les Trois-Pierres              | 815                      | 7,48       | 109              | 76714      | 76430        |
| Manneville-la-Goupil           | 1.045                    | 8,75       | 119              | 76408      | 76110        |
| Mentheville                    | 301                      | 3,08       | 98               | 76425      | 76110        |
| Oudalle                        | 499                      | 9,65       | 52               | 76489      | 76430        |
| Sainneville                    | 866                      | 6,97       | 124              | 76551      | 76430        |
| Saint-Aubin-Routot             | 1.972                    | 6,63       | 297              | 76563      | 76430        |
| Saint-Gilles-de-la-Neuville    | 659                      | 7,09       | 93               | 76586      | 76430        |
| Saint-Laurent-de-Brèvedent     | 1.492                    | 7,79       | 192              | 76596      | 76700        |
| Saint-Maclou-la-Brière         | 470                      | 4,96       | 95               | 76603      | 76110        |
| Saint-Romain-de-Colbosc        | 4.608                    | 11,74      | 393              | 76647      | 76430        |
| Saint-Sauveur-d’Émalleville    | 1.203                    | 7,48       | 161              | 76650      | 76110        |
| Saint-Vigor-d’Ymonville        | 1.165                    | 29,43      | 40               | 76657      | 76430        |
| Saint-Vincent-Cramesnil        | 695                      | 4,77       | 146              | 76658      | 76430        |
| Sandouville                    | 801                      | 14,80      | 54               | 76660      | 76430        |
| Sausseuzemare-en-Caux          | 430                      | 3,88       | 111              | 76669      | 76110        |
| Tocqueville-les-Murs           | 274                      | 3,47       | 79               | 76695      | 76110        |
| Vattetot-sous-Beaumont         | 583                      | 6,94       | 84               | 76725      | 76110        |
| Virville                       | 343                      | 2,46       | 139              | 76747      | 76110        |
| Kanton Saint-Romain-de-Colbosc | 34.510                   | 315,43     | 109              | 7632       | –            |

Bis zur Neuordnung bestand der Kanton Saint-Romain-de-Colbosc aus den 18 Gemeinden La Cerlangue, Épretot, Étainhus, Gommerville, Graimbouville, Oudalle, La Remuée, Rogerville, Sainneville, Saint-Aubin-Routot, Saint-Gilles-de-la-Neuville, Saint-Laurent-de-Brèvedent, Saint-Romain-de-Colbosc, Saint-Vigor-d’Ymonville, Saint-Vincent-Cramesnil, Sandouville, Tancarville und Les Trois-Pierres. Sein Zuschnitt entsprach einer Fläche von 187,08 km2. 

## Bevölkerungsentwicklung
| 1962   | 1968   | 1975   | 1982   | 1990   | 1999   | 2006   | 2011   |
| ------ | ------ | ------ | ------ | ------ | ------ | ------ | ------ |
| 10.638 | 11.774 | 13.702 | 15.422 | 17.318 | 18.705 | 19.400 | 20.333 |